# Nintendo 2DS

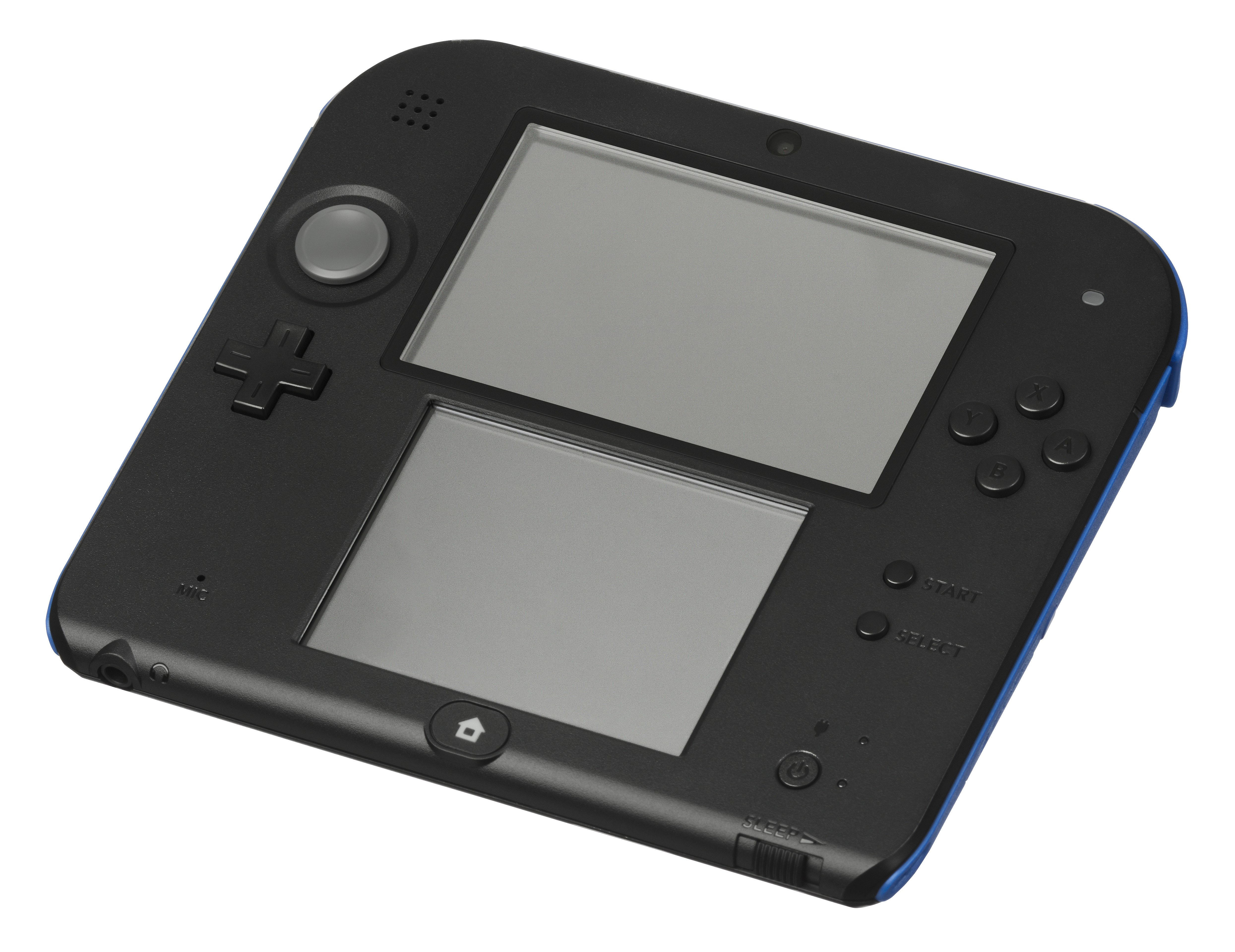
Poză cu un 2DS, prima generație

Nintendo 2DS este o consolă portabilă dezvoltată si vândută de Nintendo. Face parte din a 8-a generație de console portabile produse de Nintendo și aceasta este o consolă cu două ecrane(dual screens=2DS)care redă jocurile de pe Nintendo 3DS și Nintendo DS si este un 3DS mai mic. Nu poate să redea jocuri in 3D ci doar in 2D.(2DS=2D games).Singurele jocuri care pot fi redate in 3D sunt cele din seria "Pokemon".Consola se bucură de popularitate in SUA si in Japonia, dar in Romania nu prea are succes.Jocul cel mai popular este: New Super Mario Bros 2. Dar si Maro Kart 7 are parte de mare succes. A fost îndreptată spre copii, datorită lipsei balamalei.
Predecesor: Nintendo 3DS
Succesor: New Nintendo 2DS XL